# VESA显示数据频道
VESA 顯示器資料通道（VESA Display Data Channel，簡稱VESA DDC），是VESA为了顯示器提供隨插即用的功能而制定的標準。
顯示設備資訊可以透過VGA，DVI，HDMI端子向顯示卡提供顯示器生產廠商，型號，解析度等各種顯示器規格資訊。
訊號線分為資料線，時脈線及接地線三個種類。
訊號格式為延伸型顯示器識別資料（EDID，Extended Display Identification Data）。